# Welcome to My Life
Welcome to My Life è il primo singolo estratto dal secondo album dei Simple Plan, Still Not Getting Any..., pubblicato il 21 settembre 2004.
La canzone esprime la rabbia adolescenziale contro la vita, talmente frustrante che nessuno la può capire.

## Video musicale
Il video della canzone mostra il cantante della band, Pierre Bouvier, cantare da solo in cima ad un alto edificio portuale. Nello stesso momento, i Simple Plan eseguono il brano in mezzo ad una strada, bloccando il passaggio. Le persone, frustrate nell'aspettare nei propri veicoli, si sfogano litigando tra di loro. Verso la fine della canzone, alcuni scendono dai propri veicoli e continuano la loro strada a piedi, stufi di aspettare invano.

## Tracce
2 Tracks Single Edition
1. Welcome to My Life - 3:48
2. Addicted - 4:08

AOL Session
1. Welcome to My Life (Live) - 5:27

Import CD
1. Welcome to My Life - 3:27
2. Addicted (Live) - 4:05
3. The Worst Day Ever (Live) - 3:58

Download digitale (prima versione)
1. Welcome to My Life - 3:27

Download digitale (seconda versione)
1. Welcome to My Life - 3:27
2. Addicted (Live) - 4:05

Download digitale (terza versione)
1. Welcome to My Life (Acoustic Version) - 3:34

UK CD
1. Welcome to My Life
2. Worst Day Ever (Live)
3. Welcome to My Life (Video)
4. Welcome to My Life (Making of the Video Footage)
5. Bonus Footage
6. Welcome to My Life (Acoustic)

## Formazione
- Pierre Bouvier - voce
- Jeff Stinco - chitarra solista
- Sébastien Lefebvre - chitarra ritmica, voce secondaria
- David Desrosiers - basso, voce secondaria
- Chuck Comeau - batteria, percussioni

## Classifiche
| Classifica (2004) | Posizione massima |
| ----------------- | ----------------- |
| Australia         | 7                 |
| Canada            | 1                 |
| Francia           | 12                |
| Nuova Zelanda     | 5                 |
| Paesi Bassi       | 39                |
| Svezia            | 33                |
| Stati Uniti       | 40                |